# العلاقات الفلبينية اليمنية
العلاقات الفلبينية اليمنية هي العلاقات الثنائية التي تجمع بين الفلبين واليمن.

## مقارنة بين البلدين
هذه مقارنة عامة ومرجعية للدولتين:
| وجه المقارنة                                              | الفلبين                       | اليمن                   |
| --------------------------------------------------------- | ----------------------------- | ----------------------- |
| المساحة (كم2)                                             | 343.45 ألف                    | 555.00 ألف              |
| عدد السكان (نسمة)                                         | 104.92 مليون                  | 28.25 مليون             |
| الكثافة السكانية (ن./كم²)                                 | 305.49                        | 50.9                    |
| العاصمة                                                   | مانيلا                        | صنعاء عدن (عاصمة مؤقتة) |
| اللغة الرسمية                                             | اللغة الفلبينية، لغة إنجليزية | اللغة العربية           |
| العملة                                                    | بيسو فلبيني                   | ريال يمني               |
| الناتج المحلي الإجمالي (بليون دولار)                      | 313.60 مليار                  | 18.21 مليار             |
| الناتج المحلي الإجمالي (تعادل القوة الشرائية) بليون دولار | 743.90 مليار                  | 75.69 مليار             |
| الناتج المحلي الإجمالي الاسمي للفرد دولار أمريكي          | 2.90 ألف                      | 1.41 ألف                |
| الناتج المحلي الإجمالي للفرد دولار أمريكي                 | 7.39 ألف                      |                         |
| مؤشر التنمية البشرية                                      | 0.668                         | 0.498                   |
| رمز المكالمات الدولي                                      | +63                           | +967                    |
| رمز الإنترنت                                              | .ph                           | .ye                     |
| المنطقة الزمنية                                           | توقيت الفلبين                 | ت ع م+03:00             |

## منظمات دولية مشتركة
يشترك البلدان في عضوية مجموعة من المنظمات الدولية، منها:
| علم المنظمة | اسم المنظمة                               | تاريخ انضمام الفلبين | تاريخ انضمام اليمن |
| ----------- | ----------------------------------------- | -------------------- | ------------------ |
|             | يونسكو                                    | 21 نوفمبر 1946       | 2 أبريل 1962       |
|             | مؤسسة التمويل الدولية                     | 12 أغسطس 1957        | 22 مايو 1970       |
|             | المركز الدولي لتسوية المنازعات الاستشارية | 17 ديسمبر 1978       | 20 نوفمبر 2004     |
|             | منظمة حظر الأسلحة الكيميائية              | ?                    | ?                  |
|             | مؤسسة التنمية الدولية                     | 28 أكتوبر 1960       | 22 مايو 1970       |
|             | وكالة ضمان الاستثمار متعدد الأطراف        | 8 فبراير 1994        | 12 مارس 1996       |
|             | الاتحاد البريدي العالمي                   | ?                    | ?                  |
|             | الاتحاد الدولي للاتصالات                  | 25 مايو 1912         | 1931               |
|             | منظمة الشرطة الجنائية الدولية             | ?                    | ?                  |
|             | الأمم المتحدة                             | 24 أكتوبر 1945       | 30 سبتمبر 1947     |
|             | البنك الدولي للإنشاء والتعمير             | 27 ديسمبر 1945       | 3 أكتوبر 1969      |

## وصلات خارجية
- موقع وزارة الخارجية الفلبينية